# RAB5C
RAB5C (англ. RAB5C, member RAS oncogene family) – білок, який кодується однойменним геном, розташованим у людей на короткому плечі 17-ї хромосоми.  Довжина поліпептидного ланцюга білка становить 216 амінокислот, а молекулярна маса — 23 483.
| 10         |  | 20         |  | 30         |  | 40         |  | 50         |
| ---------- |  | ---------- |  | ---------- |  | ---------- |  | ---------- |
| MAGRGGAARP |  | NGPAAGNKIC |  | QFKLVLLGES |  | AVGKSSLVLR |  | FVKGQFHEYQ |
| ESTIGAAFLT |  | QTVCLDDTTV |  | KFEIWDTAGQ |  | ERYHSLAPMY |  | YRGAQAAIVV |
| YDITNTDTFA |  | RAKNWVKELQ |  | RQASPNIVIA |  | LAGNKADLAS |  | KRAVEFQEAQ |
| AYADDNSLLF |  | METSAKTAMN |  | VNEIFMAIAK |  | KLPKNEPQNA |  | TGAPGRNRGV |
| DLQENNPASR |  | SQCCSN     |  |            |  |            |  |            |

A: Аланін

C: Цистеїн

D: Аспарагінова кислота

E: Глутамінова кислота

F: Фенілаланін

G: Гліцин

H: Гістидин

I: Ізолейцин

K: Лізин

L: Лейцин

M: Метіонін

N: Аспарагін

P: Пролін

Q: Глутамін

R: Аргінін

S: Серин

T: Треонін

V: Валін

W: Триптофан

Задіяний у таких біологічних процесах як транспорт, транспорт білків. 
Білок має сайт для зв'язування з нуклеотидами, ГТФ. 
Локалізований у клітинній мембрані, мембрані, ендосомах.